# Bonanza (Georgia)
Bonanza – jednostka osadnicza w Stanach Zjednoczonych, w stanie Georgia, w hrabstwie Clayton.